# 12238 Actor
12238 Actor eller 1987 YU1 är en trojansk asteroid i Jupiters lagrangepunkt L4. Den upptäcktes 17 december 1987 av den belgiske astronomen Eric W. Elst och den chilenska astronomen Guido Pizarro vid La Silla-observatoriet. Den är uppkallad efter Actor i den grekiska mytologin.
Asteroiden har en diameter på ungefär 30 kilometer.